# HD 44333
HD 44333，又名BD+02 1197，SAO 113758、HR 2280，是一颗恒星，视星等为6.31，位于銀經207.47，銀緯-5.63，其B1900.0坐标为赤經6h 16m 13.2s，赤緯+2° -5.63′ 54″。